# Giải bóng đá vô địch quốc gia Guam 1999
Thống kê của Giải bóng đá vô địch quốc gia Guam mùa giải 1999.

## Tổng quan
Coors Light Silver Bullets giành chức vô địch.